# Dindica subsimilis
Dindica subsimilis är en fjärilsart som beskrevs av W. Warren 1898. Dindica subsimilis ingår i släktet Dindica och familjen mätare. Inga underarter finns listade i Catalogue of Life.